# Philippe Desportes
Philippe Desportes (Chartres, 1546 - Abadía de Notre-Dame de Bonport, 5 de octubre de 1606) fue un poeta francés.
El abad Philippe Desportes, poeta de renombre y éxito durante los reinados de Carlos IX y Enrique III, gozó desde joven de beneficios eclesiásticos importantes. Fue abad del monasterio benedictino de Bonport en Normandía, de Tiron, de Josaphat, de Vaux de Cernay y de Aurillac, canónigo de la catedral de Chartres et de la Sainte Chappelle de París.
Destacó por sus sonetos, elegías y canciones. Enrique III lo convirtió en poeta oficial, por encima de Ronsard. Destacó fundamentalmente por la claridad de su lenguaje. 
Se dice que ganó dinero con la poesía como ningún otro poeta lo había hecho antes. Claude Garnier, en su Musa desafortunada, y Colletet, dicen que Carlos IX dio ochocientos escudos de oro a Desportes, por el poemilla de Rodomont y Enrique III diez mil escudos de plata, por elaborar unos pocos sonetos.
Poseía una casa solariega, en la periferia de Ruan, a la que se llamó Manoir de St Yon y en la que más tarde Juan Bautista de la Salle instaló la casa madre de los Hermanos de las Escuelas cristianas.
El abad Desportes fue tío del también poeta Mathurin Régnier.

## Obra
- Premières Œuvres (1573)
- Œuvres complètes
- Les XLI Chansons
- Imitations de l’Arioste
- Les amours de Diane (1573)
- Les Amours de Cléonice (1583)
- Bergeries
- Élégies (1583)
- Les 150 psaumes de David (1603–1605)